# Procatedral de Nuestra Señora de Fátima
La procatedral de Nuestra Señora de Fátima es un edificio religioso, que funciona como la sede del obispo de la Diócesis de Ciudad Guayana .

## Función
La catedral de Ciudad Guayana pertenece a la Iglesia católica y funciona como la catedral temporal o pro catedral de la Diócesis de Ciudad Guayana (Dioecesis Civitatis Guayanensis) en Puerto Ordaz, cerca de la Avenida Guayana, parte de Ciudad Guayana, en el Estado Bolívar al este del país sudamericano de Venezuela.

## Historia
La iglesia fue elevada al estatus de pro catedral el 20 de agosto de 1979 por su santidad el entonces Papa Juan Pablo II mediante la bula Cun Nos. El templo fue visitado por el mismo papa el 29 de enero de 1985, durante su recorrido por varios regiones del interior de Venezuela.
En los alrededores del edificio existe un monumento dedicado al sumo pontífice.

## Advocación
Como su nombre lo indica fue dedicada a la virgen María en su advocación de Nuestra Señora de Fátima, que es muy popular tanto en Portugal como en Venezuela. Estuvo bajo el cuidado pastoral del Obispo Helizandro Terán desde 2017 hasta 2022, cuando fue nombrado Arzobispo Coadjutor de la Arquidiócesis de Mérida.

## Construcción
Se han nombrado comisiones para la construcción de la catedral.